# Bateria Ramla Prawa
Bateria Ramla Prawa (malt. Batterija tal-Lemin tar-Ramla, ang. Ramla Right Battery), znana też jako Bateria Gironda (malt. Batterija ta’ Gironda, ang. Gironda Battery) lub Bateria Nadur (malt. Batterija tan-Nadur, ang. Nadur Battery), była to bateria artyleryjska w Ramla Bay, części Nadur na wyspie Gozo, Malta. Została zbudowana przez Zakon Rycerzy Joannitów w latach 1715–1716, jako jedna z serii nadbrzeżnych fortyfikacji dokoła Wysp Maltańskich. Bateria jest teraz w ruinie.

## Historia
Bateria Ramla Prawa została zbudowana w latach 1715–1716, jako część pierwszego programu budowy nadbrzeżnych baterii na Malcie. Była jedną z kilku fortyfikacji w Ramla Bay; oprócz niej znajdowała się tam bateria Ramla Lewa po przeciwnej stronie zatoki, oraz reduta Ramla w jej centrum. Wszystkie one były połączone murem umocnienia (entrenchment). Ramla Bay była dodatkowo broniona przez wieżę Marsalforn na płaskowyżu powyżej zatoki, oraz podwodną barierę, uniemożliwiającą wrogim statkom wylądowanie w zatoce.
Bateria miała półokrągły mur osłonowy z sześcioma strzelnicami, oraz blokhauz z tyłu. Na brzegu, w pobliżu baterii, był również, wykuty w skale fugas, wciąż istniejący.
Bateria była w użyciu podczas francuskiej inwazji na Maltę w roku 1798, kiedy ostrzeliwała nadpływającą francuską flotę.

## Współcześnie
Do dziś (kwiecień 2019) zachowały się jedynie pozostałości blokhauzu baterii. Są one, wraz z resztą Ramla Bay, zarządzane przez Gaia Foundation.